# Felemásvirágú szegfű
A felemásvirágú szegfű (Colobanthus quitensis) Antarktika két virágos növényfajának egyike – a másik az antarktiszi sédbúza (Deschampsia antarctica).

## Elterjedése
A faj elterjedési területe igen széles. Amerikában Mexikótól az északi szélesség 17. fokától a dél-amerikai Andokig és Patagóniáig terjed. A szubantarktikus területekre is átnyúlik, a Falkland-szigeteken, Déli-Georgiában, az Orkney-szigeteken és a Shetland-szigeteken, valamint az Antarktiszi-félszigeten is megtalálhatóak. Itt csak a nyugati, part menti régió jégmentes területeire korlátozódik az élőhelye. Feltehetően az antarktiszi nyár egyre magasabb átlaghőmérséklete miatt elterjedési területe fokozatosan növekszik. Az Antarktisz két virágos faja közül ez a ritkábbik, az 1985-ben ismert 116 lelőhely 42%-án találták meg, ebből 3%-ban kizárólag egyedül fordult elő. Az alpesi és a sarki viszonyokhoz egyaránt alkalmazkodott növényként a helyétől függően nagyon eltérő magasságban lehet megtalálni. Az Antarktiszon a tenger szintje közelében található, de az Andokban már 4200 méteres magasságban él.

## Felfedezése
A felemásvirágú szegfüvet elsőként Sagina quitensis néven írta le Karl Sigismund Kunth német botanikus a 19. század első felében, az elnevezés a Quitohoz, Ecuador fővárosához közeli lelőhelyre utal. Később Friedrich Gottlieb Bartling botanikus a fajt a saját nemzetségébe, a Colobanthusba helyezte. 

## Felhasználása
Kutatók fedezték fel, hogy a növény nagy mennyiségű fényvédő molekulát termel. A felfedezést a gyógyszeriparban fényvédő krémek előállítására, valamint más növényfajok genetikailag ellenállóbbá tételéhez használnák fel.

## Fordítás
- Ez a szócikk részben vagy egészben  az   Antarktische Perlwurz című német Wikipédia-szócikk ezen változatának fordításán alapul.  Az eredeti cikk szerkesztőit annak laptörténete sorolja fel. Ez a jelzés csupán a megfogalmazás eredetét és a szerzői jogokat jelzi, nem szolgál a cikkben szereplő információk forrásmegjelöléseként.